# Новохарьковка (Алтайский край)
Новоха́рьковка — посёлок в Змеиногорском районе Алтайского края, входит в состав Саввушинского сельсовета.

## История
Основан в 1922 году. В 1928 году посёлок Ново-Харьковский состоял из 46 хозяйств, основное население — русские. В административном отношении входил в состав Саввушинского сельсовета Рубцовского района Рубцовского округа Сибирского края.

## Население
| 1997 | 1998 | 1999 | 2000 | 2001 | 2002 | 2003 |
| ---- | ---- | ---- | ---- | ---- | ---- | ---- |
| 147  | ↘137 | ↗138 | ↗148 | ↘131 | ↗148 | ↘114 |
| 2004 | 2005 | 2006 | 2007 | 2008 | 2009 | 2010 |
| ↘109 | ↘101 | ↘92  | ↗100 | ↘90  | ↘89  | ↘73  |
| 2011 | 2012 | 2013 |      |      |      |      |
| ↗76  | ↘72  | ↗74  |      |      |      |      |

## Улицы
- ул. Дальняя,
- ул. Деревенская,
- ул. Заречная,
- ул. Центральная,
- ул. Школьная.